# Withburga

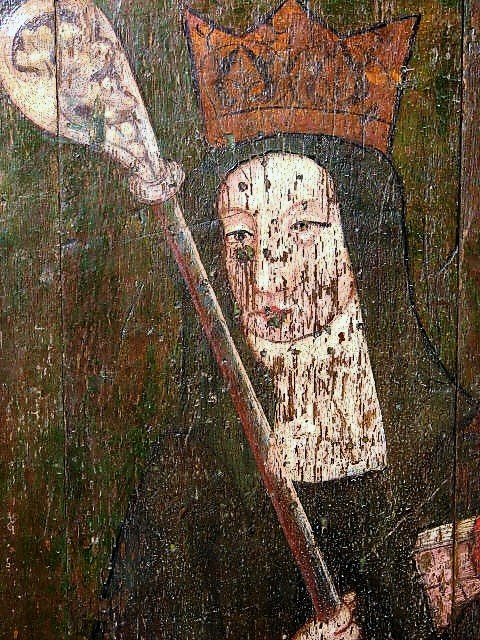
Withburga afgebeeld op een doksaal in Dereham

Withburga of Wihtburh (Exning, 633? - 743) was een Engelse prinses en heilige. Withburga was een dochter van koning Anna van East Anglia en van de heilige Hereswitha. Haar vier zusters werden ook heiligen: Ethelburga en Saethrid werden allebei abdis van Faremoutiers in Brie, Sexburga werd als weduwe non en uiteindelijk abdis van Ely, evenals Etheldreda (Audrey).
Na de dood van haar vader bouwde zij een klooster in Dereham. Tijdens de bouw ervan kon zij de werklieden echter alleen droog brood aanbieden. Nadat zij tot Onze-Lieve-Vrouw gebeden had, beval die haar om elke morgen naar een plas in de buurt te gaan. Ze vond daar twee hinden, die melk voor de arbeiders konden geven. De plaatselijke opzichter was echter niet gesteld op Withburga en besloot de hinden met zijn honden te verjagen. Hij werd echter om zijn wreedheid gestraft toen hij van zijn paard viel en zijn nek brak.
In 974 liet de toenmalige abt van Ely haar stoffelijk overschot stelen om het naar zijn abdij over te brengen. De bewoners van Dereham slaagden er niet in om de relieken terug te krijgen, maar als compensatie ontsproot er wel een bron op de plaats van het beschadigde graf van Withburga.
Haar feestdag is op 17 maart.